# Tarsem Singh
Tarsem Singh Dhandvar (in punjabi ਤਰਸੇਮ ਸਿੰਘ ਢੰਡਵਰ, Tarsem Siṅgh Ḍhaṇḍvar; Jalandhar, 26 maggio 1961) è un regista indiano.

## Biografia
Tarsem Singh Dhandvar è nato a Jalandhar (nello stato federato indiano del Punjab) da una famiglia sikh. Suo padre era un ingegnere aeronautico. Ha frequentato la Bishop Cotton School di Shimla, l’Hans Raj College di Delhi e si è laureato all’Art Center College of Design di Pasadena.
Tarsem ha iniziato la sua carriera dirigendo video musicali, tra i quali Losing My Religion dei R.E.M., che ha vinto il premio per il miglior video dell'anno agli MTV Video Music Awards del 1991. Ha anche diretto spot pubblicitari per marchi come Nike e Coca-Cola.
Nel 2000 debutta alla regia di un lungometraggio con il film The Cell - La cellula, interpretato fra gli altri da Jennifer Lopez, Vince Vaughn e Vincent D'Onofrio. Il suo secondo film, The Fall, è stato presentato al Toronto International Film Festival del 2006. Nel 2011 esce il suo terzo film Immortals, vagamente ispirato ai miti greci di Teseo e il Minotauro, e la Titanomachia. Nel 2012 dirige Biancaneve, libero adattamento dell'omonima fiaba. Nel 2015 esce il suo quinto lungometraggio, Self/less.
Nel 2017 dirige Emerald City, serie televisiva composta da 10 puntate e prodotta dalla Universal Television per il canale NBC. La serie, una rivisitazione moderna di libri di Oz di L. Frank Baum, è stata cancellata dopo una sola stagione.

## Filmografia

### Cinema
- The Cell - La cellula (The Cell, 2000)
- The Fall (2006)
- Immortals (2011)
- Biancaneve (Mirror Mirror, 2012)
- Self/less (2015)
- Dear Jassi (2023)

### Televisione
- Emerald City - miniserie TV (2017) - anche produttore esecutivo

### Videoclip
- Hold On - En Vogue (1990)
- Tired of Sleeping - Suzanne Vega (1990)
- Losing My Religion - R.E.M. (1991)
- Be My Baby - Vanessa Paradis (1992)
- Sweet Lullaby - Deep Forest (1993)
- 911 - Lady Gaga (2020)